# 가와하라 가즈히사
가와하라 가즈히사(일본어: 河原 和寿, 1987년 1월 29일 ~ )는 일본의 전 축구 선수이다.

## 구단 경력
그는 2005년부터 2019년까지 J리그의 알비렉스 니가타,도치기 SC, 오이타 트리니타, 에히메 FC에서 활동하였다.

## 국가대표팀 경력
그는 2007년 FIFA U-20 월드컵에 참가할 일본 U-20 국가대표팀에 발탁되었으며, 3경기에 출전했다.